# Onchopristis
Onchopristis is een geslacht van uitgestorven sclerorhynchoïde vissen uit het Krijt van Noord-Afrika, Europa en Noord-Amerika. De naam is afgeleid van het Oudgriekse ónkos (ὄγκος, 'weerhaak') en prístis (πρίστις, 'zaag' of 'zaagvis'). Het bevat de twee geldige soorten Onchopristis numida en Onchopristis dunklei. Onchopristis verscheen voor het eerst in het Barremien en de laatste verschijning dateert uit het Campanien, waardoor het een van de oudste en langstlevende sclerorhynchoïde geslachten is.

## Naamgeving
Gigantichthys numidus werd in 1905 benoemd door Émile Haug op basis van fragmentarische rostrale denticula uit de 'Intercalaire continentale'van Algerije. Haug benoemde ook Platyspondylus foureaui voor wervels uit dezelfde formatie. In verband liggende exemplaren hebben bevestigd dat de rostrale tanden en wervels tot dezelfde soort behoren. In 1917 benoemde Ernst Stromer het nieuwe geslacht Onchopristis met Gigantichthys numidus als typesoort. Hoewel de spelling Onchopristis numidus vaak wordt gebruikt, is deze grammaticaal onjuist en is deze geëmendeerd tot Onchopristis numida, zoals verplicht is.

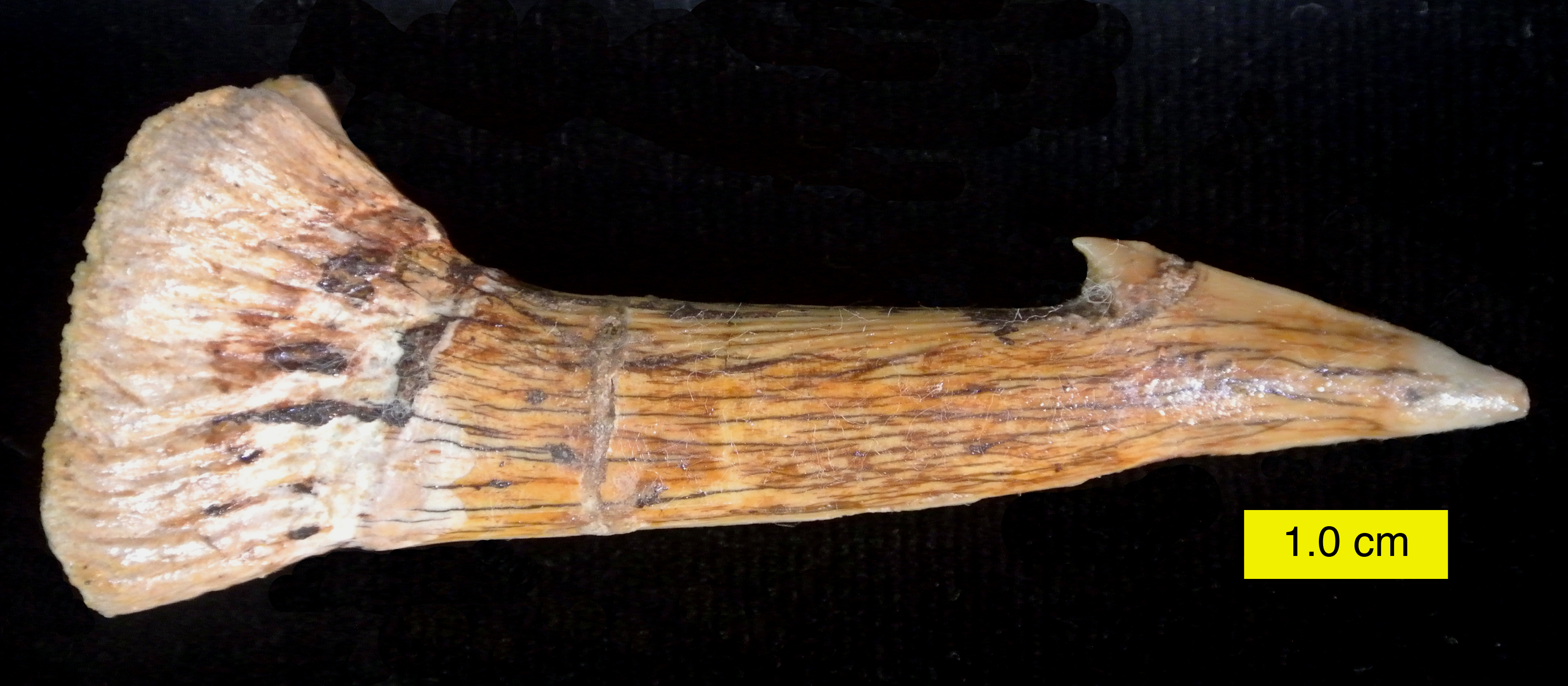
Een van de verwarrende denticula

Orale tanden uit de Bahariya-formatie van Egypte werden in 1927 door Stromer Squatina aegyptiaca benoemd en in 1989 door Christa Werner omgedoopt tot het afzonderlijke geslacht Sechmetia. Wederom bevestigden in verband liggende exemplaren dat deze tanden tot Onchopristis numida behoren. In 1935 benoemde Wilhelm Weiler Peyeria libyca naar wat hij dacht dat het rostrale denticula van zaagvissen waren uit de Bahariya-formatie. Een geassocieerd exemplaar van Ischyrhiza mira, een naaste verwant van Onchopristis, geeft aan dat Peyeria eigenlijk huiddenticula vertgenwoordigt van Onchopristis numida.
Een tweede geldige soort uit de Woodbineformatie van Texas, Onchopristis dunklei, werd benoemd door Charles McNulty jr. en Bob Slaughter in 1962. In 1971 benoemde John Thurmond de ondersoort Onchopristis dunklei praecursor, maar hij verschilt waarschijnlijk niet van Onchopristis dunklei. Rostrale tanden uit Nieuw-Zeeland, voorheen 'O. d. Praecursor' genoemd, zijn toegewezen aan hun eigen geslacht en soort Australopristis wiffeni.

## Beschrijving
Exemplaren van Onchopristis numida, IPUW 353500 en IGR 2818, suggereren een lengteschatting van respectievelijk 2,94–4,25 meter en 2,21–3,15 meter; dergelijke individuen zouden zeventig tot honderdvijftig kilogram hebben gewogen. Net als andere sclerorhynchoïden had het een lang rostrum met grote zaagtanden die leken op die van zaagvissen en zaaghaaien. Dit kenmerk is convergent ontwikkeld en de naaste levende verwanten zijn eigenlijk vleten. Losse rostrale denticula zijn de meest voorkomende fossielen van Onchopristis, maar er zijn ook rostra, chondrocrania, kaken, tanden, wervels en dermale denticula gevonden.